# Aachener Turn- und Sportverein Alemannia 1900 2006-2007
Questa voce raccoglie le informazioni riguardanti l'Aachener Turn- und Sportverein Alemannia 1900 nelle competizioni ufficiali della stagione 2006-2007.

## Stagione
Nella stagione 2006-2007 l'Alemannia, allenato da Dieter Hecking e in seguito da Michael Frontzeck, concluse il campionato di Bundesliga al 17º posto. In Coppa di Germania l'Alemannia fu eliminato ai quarti di finale dal Wolfsburg.

## Rosa
| N. |                                 | Ruolo | Calciatore          |
| -- | ------------------------------- | ----- | ------------------- |
| 1  | Germania (bandiera)             | P     | Stephan Straub      |
| 2  | Germania (bandiera)             | D     | Nico Herzig         |
| 3  | Germania (bandiera)             | D     | Alexander Klitzpera |
| 4  | Germania (bandiera)             | C     | Matthias Heidrich   |
| 5  | Germania (bandiera)             | C     | Sascha Dum          |
| 7  | Germania (bandiera)             | C     | Reiner Plaßhenrich  |
| 8  | Slovacchia (bandiera)           | A     | Szilárd Németh      |
| 9  | Bosnia ed Erzegovina (bandiera) | A     | Vedad Ibišević      |
| 12 | Zambia (bandiera)               | D     | Moses Sichone       |
| 13 | Germania (bandiera)             | A     | Emmanuel Krontiris  |
| 15 | Germania (bandiera)             | P     | Marcus Hesse        |
| 16 | Germania (bandiera)             | A     | Marius Ebbers       |
| 17 | Germania (bandiera)             | D     | Thomas Stehle       |
| 18 | Germania (bandiera)             | C     | Sérgio Pinto        |
| 19 | Germania (bandiera)             | A     | Jan Schlaudraff     |

| N. |                        | Ruolo | Calciatore           |
| -- | ---------------------- | ----- | -------------------- |
| 20 | Germania (bandiera)    | C     | Matthias Lehmann     |
| 21 | Germania (bandiera)    | C     | Cristian Fiél        |
| 22 | Paesi Bassi (bandiera) | D     | Jeffrey Leiwakabessy |
| 23 | Romania (bandiera)     | C     | Laurențiu Reghecampf |
| 24 | Germania (bandiera)    | P     | Kristian Nicht       |
| 25 | Germania (bandiera)    | C     | Manuel Junglas       |
| 28 | Germania (bandiera)    | D     | Mirko Casper         |
| 29 | Germania (bandiera)    | C     | Yunus Balaban        |
| 30 | Germania (bandiera)    | A     | Sascha Rösler        |
| 32 | Germania (bandiera)    | P     | Daniel Schell        |
| 33 | Germania (bandiera)    | A     | Marco Quotschalla    |
| 38 | Turchia (bandiera)     | A     | Abdulkadir Özgen     |
| 39 | Belgio (bandiera)      | C     | Tom Moosmayer        |
| 40 | Lussemburgo (bandiera) | C     | Mario Mutsch         |

## Organigramma societario
Area tecnica
- Allenatore: Guido Buchwald
- Allenatore in seconda: Jörg Jakobs
- Preparatore dei portieri: Christian Schmidt
- Preparatori atletici: Thomas Lange

## Calciomercato

### Sessione estiva
| Acquisti | Acquisti             | Acquisti          | Acquisti |
| R.       | Nome                 | da                | Modalità |
| -------- | -------------------- | ----------------- | -------- |
| A        | Szilárd Németh       | Strasburgo        |          |
| D        | Nico Herzig          | Wacker Burghausen |          |
| A        | Vedad Ibišević       | Digione           |          |
| A        | Emmanuel Krontiris   | Monaco 1860       |          |
| C        | Matthias Lehmann     | Monaco 1860       |          |
| D        | Jeffrey Leiwakabessy | N.E.C.            |          |

| Cessioni | Cessioni       | Cessioni      | Cessioni |
| R.       | Nome           | da            | Modalità |
| -------- | -------------- | ------------- | -------- |
| A        | Erwin Koen     | Paderborn     |          |
| C        | Florian Bruns  | St. Pauli     |          |
| D        | Willi Landgraf | Schalke 04 II |          |
| D        | Bernd Rauw     | MVV           |          |
| C        | Goran Šukalo   | Coblenza      |          |

### Sessione invernale
| Acquisti | Acquisti | Acquisti | Acquisti |
| R.       | Nome     | da       | Modalità |
| -------- | -------- | -------- | -------- |

| Cessioni | Cessioni  | Cessioni | Cessioni |
| R.       | Nome      | da       | Modalità |
| -------- | --------- | -------- | -------- |
| C        | Emil Noll | Coblenza |          |

## Risultati

### Bundesliga

#### Girone di andata
| Arbitro: | Sippel |

|                                   |           |  |
| Ramelow 32’ Castro 45’ Rolfes 60’ | Marcatori |  |

| Arbitro: | Fandel |

|  |           |               |
|  | Marcatori | 53’ Rodríguez |

| Arbitro: | Gagelmann |

|  |           |                                         |
|  | Marcatori | 15’ Schlaudraff 47’ Dum 72’ Plaßhenrich |

| Arbitro: | Weiner |

|                                                      |           |               |
| Reghecampf 7’ (rig.) Schlaudraff 31’, 84’ Ebbers 51’ | Marcatori | 50’, 90’ Kahê |

| Arbitro: | Schmidt |

|                            |           |         |
| Pizarro 39’ van Bommel 55’ | Marcatori | 38’ Dum |

| Arbitro: | Wagner |

|                            |           |               |
| Schlaudraff 48’ Rösler 49’ | Marcatori | 36’ Misimović |

| Arbitro: | Gräfe |

|          |           |                                  |
| Rose 29’ | Marcatori | 34’ Stehle 38’ Rösler 78’ Ebbers |

| Arbitro: | Wack |

|                |           |                       |
| Reghecampf 16’ | Marcatori | 65’ Munteanu 75’ Rost |

| Arbitro: | Rafati |

|                                                      |           |                 |
| Kamper 11’, 68’ Kučera 19’ Wichniarek 50’ Eigler 85’ | Marcatori | 47’ Plaßhenrich |

| Arbitro: | Brych |

|                         |           |                                              |
| Rösler 28’ Ibišević 86’ | Marcatori | 24’ Gómez 26’ Hitzlsperger 46’, 63’ Streller |

| Dortmund 7 novembre 2006, ore 20:00 CET 11ª giornata | Borussia Dortmund | 0 – 0 referto | Alemannia Aquisgrana | Signal Iduna Park (65 000 spett.)\| Arbitro: \| Stark \| |
| Arbitro:                                             | Stark             |               |                      |                                                          |

| Arbitro: | Rafati |

|                 |           |             |
| Plaßhenrich 90’ | Marcatori | 29’ Galásek |

| Arbitro: | Merk |

|                            |           |                           |
| Rösler 34’ Schlaudraff 68’ | Marcatori | 48’ Mertesacker 79’ Klose |

| Arbitro: | Perl |

|                          |           |             |
| Pantelić 41’ Dejagah 62’ | Marcatori | 45’ Lehmann |

| Arbitro: | Meyer |

|                          |           |                        |
| Schlaudraff 32’ Fiél 81’ | Marcatori | 14’, 43’, 62’ Takahara |

| Arbitro: | Kempter |

|             |           |                           |
| Madlung 50’ | Marcatori | 72’ Reghecampf 77’ Herzig |

| Arbitro: | Gräfe |

|                                                     |           |                                      |
| Reghecampf 63’ (rig.) Fiél 78’ Reinhardt 90’ (aut.) | Marcatori | 33’ Berisha 67’ Benjamin 76’ Ljuboja |

#### Girone di ritorno
| Arbitro: | Kinhöfer |

|                                    |           |                                |
| Reghecampf 10’ (rig.) Ibišević 30’ | Marcatori | 44’, 57’ Schneider 54’ Voronin |

| Arbitro: | Meyer |

|                                       |           |              |
| Rafinha 23’ (rig.) Sichone 74’ (aut.) | Marcatori | 17’ Ibišević |

| Arbitro: | Perl |

|                       |           |                                                       |
| Reghecampf 26’ (rig.) | Marcatori | 5’ Jankov 23’ Rosenthal 31’ (rig.) Huszti 90’ Štajner |

| Mönchengladbach 10 febbraio 2007, ore 15:30 CET 21ª giornata | Borussia M'gladbach | 0 – 0 referto | Alemannia Aquisgrana | Borussia-Park (50 230 spett.)\| Arbitro: \| Gagelmann \| |
| Arbitro:                                                     | Gagelmann           |               |                      |                                                          |

| Arbitro: | Gräfe |

|               |           |  |
| Klitzpera 10’ | Marcatori |  |

| Arbitro: | Sippel |

|                       |           |                          |
| Gkekas 25’ Epalle 52’ | Marcatori | 35’ Ibišević 57’ Lehmann |

| Arbitro: | Weiner |

|                              |           |           |
| Schlaudraff 47’ Ibišević 49’ | Marcatori | 14’ Zidan |

| Arbitro: | Gagelmann |

|  |           |                      |
|  | Marcatori | 28’ Rösler 90’ Pinto |

| Arbitro: | Fandel |

|                                       |           |  |
| Schlaudraff 70’ Reghecampf 76’ (rig.) | Marcatori |  |

| Arbitro: | Merk |

|                                  |           |             |
| Streller 29’ Lauth 75’ Cacau 84’ | Marcatori | 59’ Sichone |

| Arbitro: | Stark |

|              |           |                                   |
| Ibišević 63’ | Marcatori | 14’ Wörns 54’, 58’ Frei 61’ Tinga |

| Arbitro: | Kinhöfer |

|               |           |  |
| Pagenburg 12’ | Marcatori |  |

| Arbitro: | Fleischer |

|                                    |           |          |
| Jensen 50’ Rosenberg 55’ Diego 90’ | Marcatori | 2’ Pinto |

| Arbitro: | Merk |

|  |           |                                                  |
|  | Marcatori | 7’ Gilberto 48’ Giménez 77’ Pantelić 80’ Baştürk |

| Arbitro: | Kircher |

|                                               |           |  |
| Huggel 3’ Vasoski 31’ Takahara 57’ Köhler 80’ | Marcatori |  |

| Arbitro: | Gräfe |

|                               |           |                             |
| Lehmann 65’ (rig.) Németh 68’ | Marcatori | 81’ Lamprecht 86’ Klimowicz |

| Arbitro: | Seemann |

|                              |           |  |
| Olić 15’, 27’ Sorín 54’, 87’ | Marcatori |  |

### Coppa di Germania
| Arbitro: | Stark |

|  |           |                                 |
|  | Marcatori | 7’ (rig.) Reghecampf 22’ Rösler |

| Arbitro: | Seemann |

|                                                   |           |                           |
| Ebbers 8’ Rösler 15’ Herzig 105’ Schlaudraff 120’ | Marcatori | 10’ Siradze 82’ Juskowiak |

| Arbitro: | Fandel |

|                                                |           |                             |
| Reghecampf 11’, 39’ Ebbers 44’ Schlaudraff 90’ | Marcatori | 47’ Podolski 68’ van Bommel |

| Arbitro: | Perl |

|                           |           |  |
| Klimowicz 12’ Paraíba 25’ | Marcatori |  |

## Statistiche

### Statistiche di squadra
| Competizione      | Punti | In casa | In casa | In casa | In casa | In casa | In casa | In trasferta | In trasferta | In trasferta | In trasferta | In trasferta | In trasferta | Totale | Totale | Totale | Totale | Totale | Totale | DR  |
| Competizione      | Punti | G       | V       | N       | P       | Gf      | Gs      | G            | V            | N            | P            | Gf           | Gs           | G      | V      | N      | P      | Gf     | Gs     | DR  |
| ----------------- | ----- | ------- | ------- | ------- | ------- | ------- | ------- | ------------ | ------------ | ------------ | ------------ | ------------ | ------------ | ------ | ------ | ------ | ------ | ------ | ------ | --- |
| Bundesliga        | 34    | 17      | 5       | 4       | 8       | 28      | 37      | 17           | 4            | 3            | 10           | 18           | 33           | 34     | 9      | 7      | 18     | 46     | 70     | -24 |
| Coppa di Germania | -     | 2       | 2       | 0       | 0       | 8       | 4       | 2            | 1            | 0            | 1            | 2            | 2            | 4      | 3      | 0      | 1      | 10     | 6      | +4  |
| Totale            | 34    | 19      | 7       | 4       | 8       | 36      | 41      | 19           | 5            | 3            | 11           | 20           | 35           | 38     | 12     | 7      | 19     | 56     | 76     | -20 |

### Andamento in campionato
| Giornata  | 1  | 2  | 3  | 4 | 5  | 6 | 7 | 8 | 9  | 10 | 11 | 12 | 13 | 14 | 15 | 16 | 17 | 18 | 19 | 20 | 21 | 22 | 23 | 24 | 25 | 26 | 27 | 28 | 29 | 30 | 31 | 32 | 33 | 34 |
| --------- | -- | -- | -- | - | -- | - | - | - | -- | -- | -- | -- | -- | -- | -- | -- | -- | -- | -- | -- | -- | -- | -- | -- | -- | -- | -- | -- | -- | -- | -- | -- | -- | -- |
| Luogo     | T  | C  | T  | C | T  | C | T | C | T  | C  | T  | C  | C  | T  | C  | T  | C  | C  | T  | C  | T  | C  | T  | C  | T  | C  | T  | C  | T  | T  | C  | T  | C  | T  |
| Risultato | P  | P  | V  | V | P  | V | V | P | P  | P  | N  | N  | N  | P  | P  | V  | N  | P  | P  | P  | N  | V  | N  | V  | V  | V  | P  | P  | P  | P  | P  | P  | N  | P  |
| Posizione | 17 | 17 | 14 | 8 | 11 | 6 | 4 | 6 | 10 | 13 | 13 | 13 | 13 | 14 | 14 | 13 | 13 | 14 | 14 | 15 | 15 | 13 | 14 | 13 | 9  | 9  | 9  | 12 | 14 | 16 | 16 | 16 | 16 | 17 |

Legenda:

Luogo: C = Casa; T = Trasferta. Risultato: V = Vittoria; N = Pareggio; P = Sconfitta.

### Statistiche dei giocatori
| Giocatore       | Bundesliga | Bundesliga | Bundesliga  | Bundesliga | Coppa di Germania | Coppa di Germania | Coppa di Germania | Coppa di Germania | Totale   | Totale | Totale      | Totale     |
| Giocatore       | Presenze   | Reti       | Ammonizioni | Espulsioni | Presenze          | Reti              | Ammonizioni       | Espulsioni        | Presenze | Reti   | Ammonizioni | Espulsioni |
| --------------- | ---------- | ---------- | ----------- | ---------- | ----------------- | ----------------- | ----------------- | ----------------- | -------- | ------ | ----------- | ---------- |
| Y. Balaban      | 0          | 0          | 0           | 0          | 0                 | 0                 | 0                 | 0                 | 0        | 0      | 0           | 0          |
| M. Casper       | 7          | 0          | 1           | 0          | 1                 | 0                 | 0                 | 0                 | 8        | 0      | 1           | 0          |
| S. Dum          | 22         | 2          | 7           | 1          | 4                 | 0                 | 0                 | 0                 | 26       | 2      | 7           | 1          |
| M. Ebbers       | 27         | 2          | 2           | 0          | 3                 | 2                 | 0                 | 0                 | 30       | 4      | 2           | 0          |
| C. Fiél         | 30         | 2          | 3           | 0          | 3                 | 0                 | 0                 | 0                 | 33       | 2      | 3           | 0          |
| M. Heidrich     | 10         | 0          | 1           | 0          | 1                 | 0                 | 0                 | 0                 | 11       | 0      | 1           | 0          |
| N. Herzig       | 27         | 1          | 6           | 1          | 3                 | 1                 | 0                 | 0                 | 30       | 2      | 6           | 1          |
| M. Hesse        | 2          | 0          | 0           | 0          | 0                 | 0                 | 0                 | 0                 | 2        | 0      | 0           | 0          |
| V. Ibišević     | 24         | 6          | 4           | 0          | 3                 | 0                 | 0                 | 0                 | 27       | 6      | 4           | 0          |
| M. Junglas      | 1          | 0          | 0           | 0          | 0                 | 0                 | 0                 | 0                 | 1        | 0      | 0           | 0          |
| A. Klitzpera    | 24         | 1          | 5           | 1          | 2                 | 0                 | 1                 | 0                 | 26       | 1      | 6           | 1          |
| E. Koen         | 1          | 0          | 1           | 0          | 0                 | 0                 | 0                 | 0                 | 1        | 0      | 1           | 0          |
| E. Krontiris    | 5          | 0          | 1           | 0          | 0                 | 0                 | 0                 | 0                 | 5        | 0      | 1           | 0          |
| M. Lehmann      | 30         | 3          | 4           | 0          | 4                 | 0                 | 1                 | 0                 | 34       | 3      | 5           | 0          |
| J. Leiwakabessy | 34         | 0          | 4           | 0          | 4                 | 0                 | 0                 | 0                 | 38       | 0      | 4           | 0          |
| T. Moosmayer    | 0          | 0          | 0           | 0          | 0                 | 0                 | 0                 | 0                 | 0        | 0      | 0           | 0          |
| M. Mutsch       | 0          | 0          | 0           | 0          | 0                 | 0                 | 0                 | 0                 | 0        | 0      | 0           | 0          |
| K. Nicht        | 18         | 0          | 0           | 1          | 2                 | 0                 | 0                 | 0                 | 20       | 0      | 0           | 1          |
| E. Noll         | 7          | 0          | 0           | 0          | 3                 | 0                 | 1                 | 0                 | 10       | 0      | 1           | 0          |
| S. Németh       | 4          | 1          | 0           | 0          | 1                 | 0                 | 0                 | 0                 | 5        | 1      | 0           | 0          |
| S. Pinto        | 29         | 2          | 10          | 0          | 4                 | 0                 | 2                 | 0                 | 33       | 2      | 12          | 0          |
| R. Plaßhenrich  | 18         | 3          | 1           | 0          | 1                 | 0                 | 0                 | 0                 | 19       | 3      | 1           | 0          |
| M. Quotschalla  | 2          | 0          | 0           | 0          | 0                 | 0                 | 0                 | 0                 | 2        | 0      | 0           | 0          |
| L. Reghecampf   | 32         | 7          | 5           | 0          | 4                 | 3                 | 0                 | 0                 | 36       | 10     | 5           | 0          |
| S. Rösler       | 30         | 5          | 5           | 1          | 3                 | 2                 | 0                 | 0                 | 33       | 7      | 5           | 1          |
| D. Schell       | 0          | 0          | 0           | 0          | 0                 | 0                 | 0                 | 0                 | 0        | 0      | 0           | 0          |
| J. Schlaudraff  | 28         | 8          | 4           | 0          | 4                 | 2                 | 0                 | 0                 | 32       | 10     | 4           | 0          |
| M. Sichone      | 21         | 1          | 6           | 0          | 3                 | 0                 | 2                 | 0                 | 24       | 1      | 8           | 0          |
| T. Stehle       | 19         | 1          | 5           | 0          | 1                 | 0                 | 0                 | 0                 | 20       | 1      | 5           | 0          |
| S. Straub       | 16         | 0          | 0           | 0          | 2                 | 0                 | 0                 | 0                 | 18       | 0      | 0           | 0          |
| A. Özgen        | 2          | 0          | 0           | 0          | 0                 | 0                 | 0                 | 0                 | 2        | 0      | 0           | 0          |